# John Palsgrave
John Palsgrave (c. 1485 - 1554) fue un sacerdote en la corte de Enrique VIII de Inglaterra. Se le conoce como tutor en el hogar real y como autor de libros de texto.

## Vida
Se cree que John Palsgrave, quien escribió su nombre de diversas formas, incluyendo Pagrave, era el hijo mayor de Henry Pagrave de North Barningham, en Norfolk.
Después de estudiar en el Corpus Christi College, Cambridge, B.A. 1504, viajó a Francia para estudiar en París, donde se graduó como M.A. Se convirtió en tutor de la princesa María Tudor en 1513, recibiendo la suma de £6-13s-4d al año. Cuando ella se casó con Luis XII de Francia, él la acompañó a París, pero para 1516 ya se había trasladado a Lovaina; Sir Thomas More escribió a Erasmo para recomendarle que estudiara derecho y clásicos allí.
En 1518 fue instituido en los beneficios en Asfordby en Leicestershire, Alderton y Holbrook en Suffolk, y Keyston, Huntingdonshire.
En 1525, fue nombrado tutor del hijo ilegítimo de Enrique, Henry Fitzroy; el programa de estudios era ambicioso, siguiendo líneas sugeridas por More, Stephen Gardiner y Thomas Elyot, e incluía música, recursos visuales y la compañía de William Parr y los hermanos menores de la madre del niño, Elizabeth Blount. Fue sucedido en el puesto por Richard Croke en 1526, por razones que pueden incluir la hostilidad de Thomas Wolsey, quien anteriormente se había negado a nombrar a Palsgrave como Arcediano de Derby. Sus conexiones pasadas significaron que Palsgrave fue llamado por el Duque de Suffolk para escribir un panfleto despectivo sobre la carrera de Wolsey, en 1529.
En 1530, escribió la obra L'esclarcissement de la langue francoyse, considerada la primera gramática del francés. Su propósito era ayudar a los lectores ingleses que querían aprender francés.
Luego continuó con la tutoría privada mientras trabajaba en su libro. En 1533 fue ordenado sacerdote por Thomas Cranmer e instituido en el beneficio de St Dunstan in the East. En 1545 fue presentado al cargo de Wadenhoe en Northamptonshire por Charles Blount, V barón de Mountjoy, uno de sus antiguos pupilos.